# 22 dicembre
Il 22 dicembre è il 356º giorno del calendario gregoriano (il 357º negli anni bisestili). Mancano 9 giorni alla fine dell'anno.
Primo giorno d'inverno. Il Sole entra nel segno astrologico del Capricorno.

## Eventi
- 1216 - Con la bolla Religiosam vitam Papa Onorio III conferma la fondazione dell'ordine dei Domenicani
- 1248 – Reconquista: Siviglia viene liberata dalla dominazione dei musulmani Almohadi a seguito di quindici mesi d'assedio da parte di Ferdinando III di Castiglia
- 1522 - Termina dopo sei mesi l'Assedio di Rodi, che viene conquistata dall'Impero ottomano
- 1775 – Viene fondata la Marina Militare statunitense
- 1790 – Una tempesta di eccezionale potenza devasta l'Inghilterra occidentale[1]
- 1798 – Ferdinando IV fugge da Napoli all'arrivo delle truppe di Napoleone Bonaparte
- 1807 – L'Embargo Act, che vieta il commercio con tutte le nazioni straniere, viene approvato dal Congresso degli Stati Uniti, su pressione del presidente Thomas Jefferson
- 1809 – Il Non-Intercourse Act, che annulla l'Embargo Act nei confronti di tutte le nazioni straniere, tranne Regno Unito e Francia, viene approvato dal Congresso degli Stati Uniti
- 1849 – L'esecuzione di Fëdor Michajlovič Dostoevskij viene cancellata all'ultimo istante
- 1864 – Guerra di secessione americana: Savannah (Georgia) cede alle truppe del generale William Tecumseh Sherman
- 1885 – Ito Hirobumi, un samurai, diventa il 1º primo ministro del Giappone
- 1894 – Affare Dreyfus: Alfred Dreyfus, accusato di spionaggio a favore della Germania, viene condannato per alto tradimento
- 1940
  - Seconda guerra mondiale: Himara, in Albania, è conquistata dall'esercito greco a danno del Regio Esercito
  - Winston Churchill chiede al popolo italiano di destituire Benito Mussolini
- 1941 – Seconda guerra mondiale: sull'isola di Wake la guarnigione statunitense si arrende ai soldati giapponesi
- 1942 – Seconda guerra mondiale: Adolf Hitler firma l'ordine di sviluppo dei razzi V2
- 1944
  - Seconda guerra mondiale: durante la battaglia del Bulge le truppe tedesche chiedono la resa delle truppe statunitensi a Bastogne, in Belgio
  - Seconda guerra mondiale: Võ Nguyên Giáp fonda il Quân Đội Nhân Dân Việt Nam (Armata Popolare Vietnamita) per combattere contro i giapponesi
- 1947 – Italia: l'Assemblea Costituente approva la Costituzione della Repubblica Italiana
- 1971 - Un gruppo di medici e giornalisti fonda a Parigi Medici senza frontiere
- 1974 – Grande Comore, Anjouan e Mohéli votano per diventare la nazione indipendente delle Comore. Mayotte rimane sotto amministrazione francese
- 1975 – Il volo TWA 842 in arrivo da New York si schianta durante un atterraggio d'emergenza (dovuto alla fitta nebbia) a Milano Malpensa, spezzandosi in due. Nessuna delle 125 persone a bordo perde la vita; tra i passeggeri vi è anche Luciano Pavarotti.[2][3]
- 1979 – Dopo quattro mesi nelle mani dell'Anonima sarda, vengono liberati Dori Ghezzi e Fabrizio De André.
- 1980 – Vengono emesse le condanne per i responsabili dello Scandalo delle partite truccate. Milan e Lazio vengono retrocesse in Serie B, altre squadre vengono pesantemente penalizzate e molti giocatori, tra cui Paolo Rossi, vengono squalificati o radiati
- 1989
  - A Berlino la Porta di Brandeburgo riapre dopo quasi 30 anni, terminando definitivamente la divisione tra Germania Est e Germania Ovest
  - Dopo una settimana di dimostrazioni sanguinose, Ion Iliescu diventa presidente della Romania, ponendo fine alla dittatura comunista di Nicolae Ceaușescu
- 1990 – Lech Wałęsa giura come presidente della Polonia
- 1993 – Alina Castro, figlia di Fidel Castro, fugge da Cuba per raggiungere gli Stati Uniti
- 1997
  - Il regista statunitense Woody Allen sposa la ventisettenne Soon-yi Previn, figlia adottiva coreana di Mia Farrow, all'epoca convivente di Allen: il matrimonio solleva aspre polemiche nei rotocalchi scandalistici
  - Chiapas: un gruppo paramilitare messicano massacra una comunità indigena nell'ora della messa: muoiono quarantacinque persone, tra cui quattro donne incinte
- 2000 – Una bomba artigianale esplode fuori dalla sede del quotidiano Il manifesto di Roma; l'unico ferito è lo stesso attentatore, Andrea Insabato, militante vicino agli ambienti neofascisti di Terza Posizione.
- 2001 – Burhanuddin Rabbani, leader politico dell'Alleanza del Nord, consegna il potere in Afghanistan al governo provvisorio guidato dal presidente Hamid Karzai
- 2003 – Pubblicata la prima versione di MySQL 5.0
- 2018 – Negli Stati Uniti inizia lo Shutdown più lungo della storia del Paese che terminerà il 25 gennaio 2019

## Nati
Ci sono circa 1 040 voci su persone nate il 22 dicembre; vedi la pagina Nati il 22 dicembre per un elenco descrittivo o la categoria Nati il 22 dicembre per un indice alfabetico.

## Morti
Ci sono circa 530 voci su persone morte il 22 dicembre; vedi la pagina Morti il 22 dicembre per un elenco descrittivo o la categoria Morti il 22 dicembre per un indice alfabetico.

## Feste e ricorrenze

### Religiose
Cristianesimo:
- Santi Cheremone di Nilopoli e compagni, martiri
- Santi Demetrio, Onorato e Floro di Ostia, martiri
- San Felice II di Metz, vescovo
- San Flaviano di Montefiascone, martire
- Santa Francesca Saverio Cabrini, vergine
- Sant'Ischirione, martire
- Santi Martiri di Rhaitu
- Santi Martiri di Via Labicana
- Sant'Onorato di Tolosa, prete
- Sant'Ungero di Utrecht, vescovo
- Beato Ottone da Tolosa, martire mercedario
- Beato Tommaso Holland, sacerdote gesuita, martire

Religione romana antica e moderna:
- Lari Permarini al Portico di Minucio
- Ludi Saturnali, sesto giorno
- Ludi del Sole, quarto e ultimo giorno